# Lambertz Open by STAWAG 1992
Il Lambertz Open by STAWAG 1992 è stato un torneo di tennis facente parte della categoria ATP Challenger Series nell'ambito dell'ATP Challenger Series 1992. Il torneo si è giocato a Aquisgrana in Germania dal 2 all'8 novembre 1992 su campi in sintetico indoor.

## Vincitori

### Singolare
Martin Damm ha battuto in finale  Brett Steven con il punteggio di 6–4, 7–6

### Doppio
Grant Stafford /  Christo van Rensburg hanno battuto in finale  Michael Mortensen /  Christian Saceanu con il punteggio di 6–1, 6–3